# Magyar–Szovjet Polgári Légiforgalmi Részvénytársaság
Magyar–Szovjet Polgári Légiforgalmi Részvénytársaság (Maszovlet – Węgiersko-Sowieckie Przedsiębiorstwo Cywilnego Transportu Lotniczego) – nieistniejąca obecnie węgiersko-radziecka linia lotnicza założona po zakończeniu II wojny światowej na Węgrzech.

## Historia
Linia formalnie została założona 29 marca 1946 roku. Była pierwszym powojennym przewoźnikiem lotniczym na Węgrzech. Jej zadaniem było przewożenie towarów, poczty i pasażerów na terenie kraju i za granicą. Z 2700 akcji spółki po 50 procent miały władzę węgierskie i rządu Związku Radzieckiego. Na barkach Węgrów spoczywało zapewnienie kadry oraz lotniska a ZSRR zapewniał sprzęt, części zamienne i szkolenia pracowników. Głównym portem lotniczym zostało lotnisko w Budaörs. Początkowo flota firmy składała się z pięciu dostarczonych przez ZSRR w sierpniu 1946 roku samolotów Li-2 (o znakach rejestracyjnych HA-LIA, HA-LIB, HA-LIC, HA-LID i HA-LIE), pięciu Po-2 i jednego UT-2. Loty zainaugurowano 15 października 1946 roku rejsami do Debreczyna i Szombathely. 4 listopada tego samego roku otwarto połączenia z Segedynem a 16 grudnia z Győr. W kolejnych latach do siatki połączeń krajowych dołączyły loty do Miszkolca, Csaba, Békés, Pecz, Kaposvar, Nagykanizsa i realizowane w sezonie letnim, loty na Balaton do Siófok.
Pierwszy lot zagraniczny Maszovlet wykonał 23 maja 1947 roku do Bukaresztu z międzylądowaniem w Aradzie. Miesiąc później, 19 czerwca rozpoczęto loty do Pragi przez Bratysławę. Powiększenie floty do jedenastu Li-2 pod koniec 1947 roku umożliwiło regularne połączenia z Sofią, Belgradem, Wschodnim Berlinem a w 1950 roku Warszawą. Obok 21 samolotów Li-2 jakimi dysponował Maszovlet pod koniec swojego istnienia, znajdował się również oryginalny, amerykański Douglas C-47 Skytrain. Maszyna została przechwycona przez radzieckie myśliwce i zmuszona do lądowania w listopadzie 1951 roku w Pápa i ze znakami HA-TSA służyła Węgrom do 1961 roku.
Obok przewozów pasażerskich, Maszovlet wykorzystywał swoje Po-2 do przewozu poczty oraz prac agrolotniczych. 25 listopada 1954 roku w wyniku porozumienia pomiędzy Węgrami i Związkiem Radzieckim, Węgrzy przejęli całość udziałów firmy, tym samym dzień później, Maszovlet został zastąpiony przez Malév.